# Sistema Generalizado de Preferencias
El Sistema de Preferencias Generalizadas o SPGO (GSP por sus siglas en inglés), es un sistema arancelario preferencial que prevé un sistema formal de exención de las normas más generales de la Organización Mundial del Comercio (OMC, anteriormente el Acuerdo General sobre Aranceles y Comercio o GATT). En concreto, se trata de un régimen de exención de la cláusula de la nación más favorecida (NMF) que obliga a los países miembros de la OMC a tratar las importaciones de los demás países miembros de la OMC de manera igualitaria a las de sus socios "más favorecidos", es decir, mediante la imposición de aranceles iguales a todos, etc.
El SPG exime a los países miembros de la OMC de la cláusula NMF con el propósito de reducir aranceles para los países menos adelantados, sin cambiarlos para los países ricos.

## Historia
La idea de las preferencias arancelarias para los países en desarrollo fue objeto de un amplio debate en la Conferencia de las Naciones Unidas sobre el Comercio y el Desarrollo (UNCTAD) en la década de 1960. Entre otras cuestiones, los países en desarrollo afirmaron que el principio NFM estaba creando un desincentivo para los países más ricos, reduciendo y eliminando los aranceles y otras restricciones al comercio con la velocidad suficiente para beneficiar a los países en desarrollo.
En 1971, el GATT siguió el ejemplo de la UNCTAD y promulgó dos exenciones al principio NMF que permitió que las preferencias arancelarias se concedieran a los bienes de los países desarrollados. Estas exenciones fueron limitadas a diez años. En 1979, el GATT estableció una exención permanente a la obligación del trato NMF a través de la cláusula de habilitación. Esta exención permitió a las partes contratantes del GATT (el equivalente a los miembros actuales de la OMC) establecer sistemas de preferencias comerciales para los otros países, con la advertencia de que estos sistemas tenían que ser "generalizados, no discriminatorios y no recíprocos" con respecto a los países beneficiarios. Los países no debían establecer programas SPG que beneficiaran sólo a algunos de sus "amigos".

## Efectos
Desde la perspectiva de los países en desarrollo como grupo, los programas SPG han sido un éxito desigual. Por un lado, la mayoría de los países ricos han cumplido con la obligación de generalizar sus programas, ofreciendo beneficios a una gran franja de sus beneficiarios, incluyendo, generalmente, casi todos los Estados miembros de la OCDE. Ciertamente cada programa SPG impone algunas restricciones. Los Estados Unidos, por ejemplo, han excluido países de la cobertura del SPG por razones tales como la ideología política: el comunismo en Vietnam; terrorismo: formar parte de la lista de U.S. State Department, Libia, y no respetar la ley de propiedad intelectual de Estados Unidos.
La crítica ha sido nivelada y señaló que la mayoría de los programas del SPG no están completamente generalizados con respecto a los productos, y esto es por diseño. Es decir, no cubren los productos de mayor interés para las exportaciones de los SPG en desarrollo de bajos ingresos, que carecen de los recursos naturales. En los Estados Unidos y muchos otros países ricos, los productores nacionales de bienes "simples" como los textiles, bienes de cuero, cerámica, vidrio y acero han asegurado, durante mucho tiempo, no poder competir con las grandes cantidades importadas. Por lo tanto, estos productos han sido categóricamente excluidos de la cobertura en el marco del SPG y muchos otros programas en países desarrollados. Los críticos afirman que estos productos excluidos son precisamente el tipo de manufacturas que la mayoría de los países en desarrollo son capaces de exportar, con el argumento de que los países en desarrollo no son capaces de producir eficientemente cosas como locomotoras o satélites de telecomunicaciones, pero sí camisas. 
Los partidarios señalan que, incluso con sus limitaciones, no es correcto concluir que el SPG no ha logrado beneficiar a países en desarrollo, ya que sí ha mejorado el desarrollo igualitario. Algunos afirman que, para la mayor parte de su historia, el SPG ha beneficiado a los países en desarrollo "más ricos", en los primeros años México, Taiwán, Hong Kong, Singapur y Malasia, más recientemente Brasil e India, mientras que no proporciona prácticamente ninguna asistencia a los países menos desarrollados del mundo, como Haití, Nepal y la mayoría de los países del África subsahariana. EE.UU., sin embargo, ha cerrado algunas de estas lagunas a través de programas de preferencias suplementarios como la "Ley de Crecimiento y Oportunidades para África" y un nuevo programa para Haití, Europa ha hecho lo mismo con "todo menos armas".